# Quemper-Guézennec
Pour les articles homonymes, voir Quemper et Guézennec.
Quemper-Guézennec [kɛ̃pɛʁ ɡezɛnɛk] est une commune du département des Côtes-d'Armor, dans la région Bretagne, en France.

## Géographie
La commune est située à 13 km de la côte du Trégor-Goëlo et se trouve entre les rivières Trieux et Leff.
| Ploëzal    | Plourivo          | Yvias     |
| Pontrieux  | Quemper-Quézennec | Lanleff   |
| Saint-Clet |                   | Le Faouët |

### Hydrographie
Pour un article plus général, voir Réseau hydrographique des Côtes-d'Armor.
La commune est située dans le bassin Loire-Bretagne. Elle est drainée par le Trieux, le Leff, la Font Kergavel, le Poul Jaudour et le ruisseau de la Fontaine kergavel,,.
Le Trieux, d'une longueur de 72 km, prend sa source dans la commune de Kerpert et se jette  dans la Manche entre Lézardrieux et Ploubazlanec, après avoir traversé 21 communes. 
Le Leff, d'une longueur de 62 km, prend sa source dans la commune du Leslay et se jette  dans le Trieux sur la commune et de Plourivo, après avoir traversé 19 communes.  Les caractéristiques hydrologiques du Leff sont données par la station hydrologique située sur la commune. Le débit moyen mensuel est de 2,84 m3/s. Le débit moyen journalier maximum est de 57,5 m3/s, atteint lors de la crue du 12 février 1974. Le débit instantané maximal est quant à lui de 83,5 m3/s, atteint le 28 février 2010.

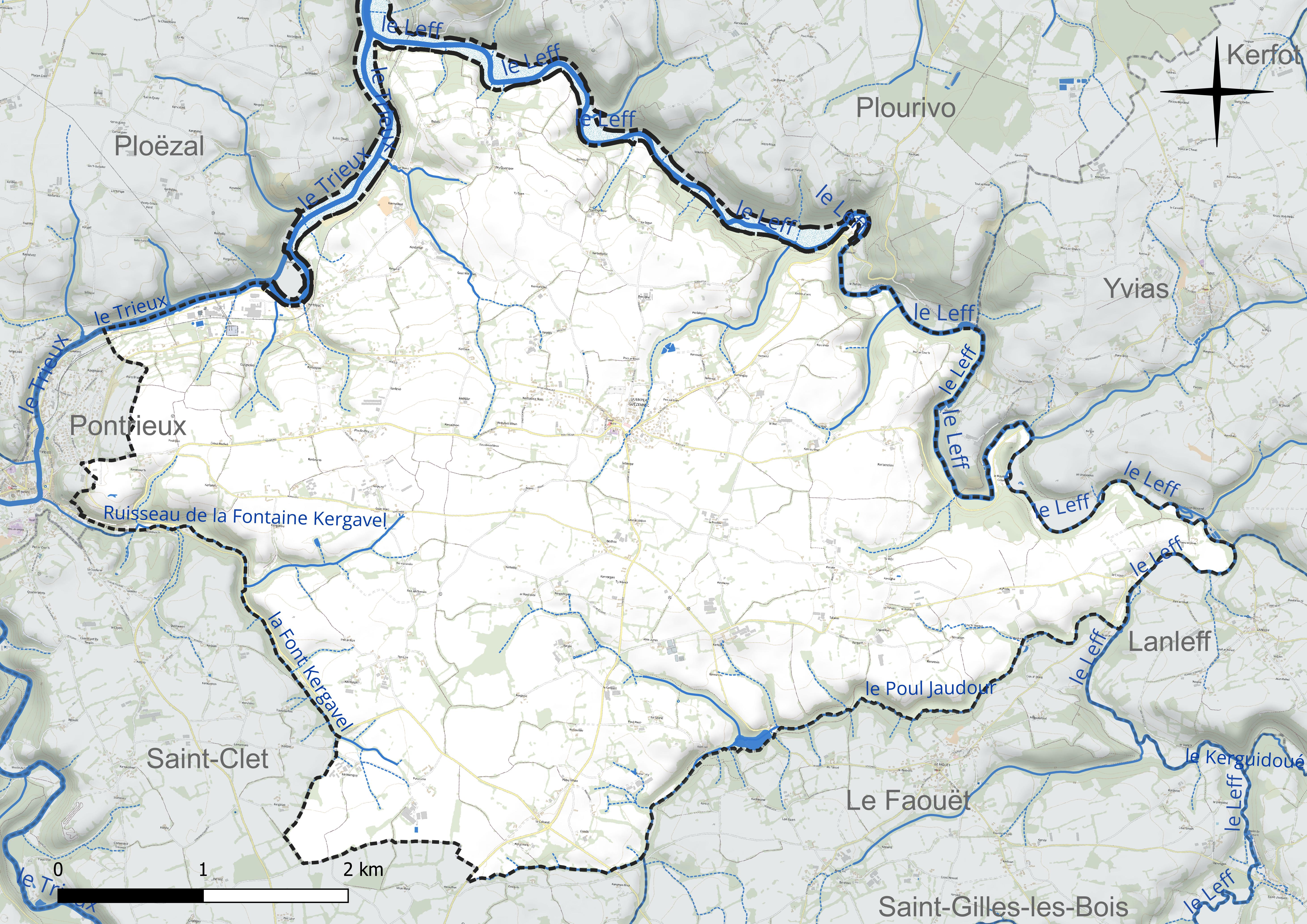
Réseau hydrographique de Quemper-Guézennec.

### Climat
Pour des articles plus généraux, voir Climat de la Bretagne et Climat des Côtes-d'Armor.
En 2010, le climat de la commune est de type climat océanique franc, selon une étude du CNRS s'appuyant sur une série de données couvrant la période 1971-2000. En 2020, Météo-France publie une typologie des climats de la France métropolitaine dans laquelle la commune est exposée à un climat océanique et est dans la région climatique  Finistère nord, caractérisée par une pluviométrie élevée, des températures douces en hiver (6 °C), fraîches en été et des vents forts. Parallèlement l'observatoire de l'environnement en Bretagne publie en 2020 un zonage climatique de la région Bretagne, s'appuyant sur des données de Météo-France de 2009. La commune est, selon ce zonage, dans la zone « Intérieur  », exposée à un climat médian, à dominante océanique.  
Pour la période 1971-2000, la température annuelle moyenne est de 11,1 °C, avec  une amplitude thermique annuelle de 10,4 °C. Le cumul annuel moyen de précipitations est de 811 mm, avec 13,7 jours de précipitations en janvier et 7 jours en juillet. Pour la période 1991-2020, la température moyenne annuelle observée sur la station météorologique la plus proche, située sur la commune de Lanleff à 5 km à vol d'oiseau, est de 11,7 °C et le cumul annuel moyen de précipitations est de 845,9 mm,. Pour l'avenir, les paramètres climatiques de la commune estimés pour 2050 selon différents scénarios d’émission de gaz à effet de serre sont consultables sur un site dédié publié par Météo-France en novembre 2022.

## Urbanisme

### Typologie
Au 1er janvier 2024, Quemper-Guézennec est catégorisée commune rurale à habitat dispersé, selon la nouvelle grille communale de densité à 7 niveaux définie par l'Insee en 2022.
Elle est située hors unité urbaine. Par ailleurs la commune fait partie de l'aire d'attraction de Paimpol, dont elle est une commune de la couronne,. Cette aire, qui regroupe 13 communes, est catégorisée dans les aires de moins de 50 000 habitants,.
La commune, bordée par l'estuaire du Trieux, est également une commune littorale au sens de la loi du 3 janvier 1986, dite loi littoral. Des dispositions spécifiques d’urbanisme s’y appliquent dès lors afin de préserver les espaces naturels, les sites, les paysages et l’équilibre écologique du littoral, tel le principe d'inconstructibilité, en dehors des espaces urbanisés, sur la bande littorale des 100 mètres, ou plus si le plan local d’urbanisme le prévoit.

### Occupation des sols
L'occupation des sols de la commune, telle qu'elle ressort de la base de données européenne d’occupation biophysique des sols Corine Land Cover (CLC), est marquée par l'importance des territoires agricoles (87,8 % en 2018), une proportion sensiblement équivalente à celle de 1990 (87,7 %). La répartition détaillée en 2018 est la suivante : 
terres arables (55,3 %), zones agricoles hétérogènes (32,4 %), forêts (7,2 %), zones urbanisées (3,9 %), eaux maritimes (1,1 %). L'évolution de l’occupation des sols de la commune et de ses infrastructures peut être observée sur les différentes représentations cartographiques du territoire : la carte de Cassini (XVIIIe siècle), la carte d'état-major (1820-1866) et les cartes ou photos aériennes de l'IGN pour la période actuelle (1950 à aujourd'hui).

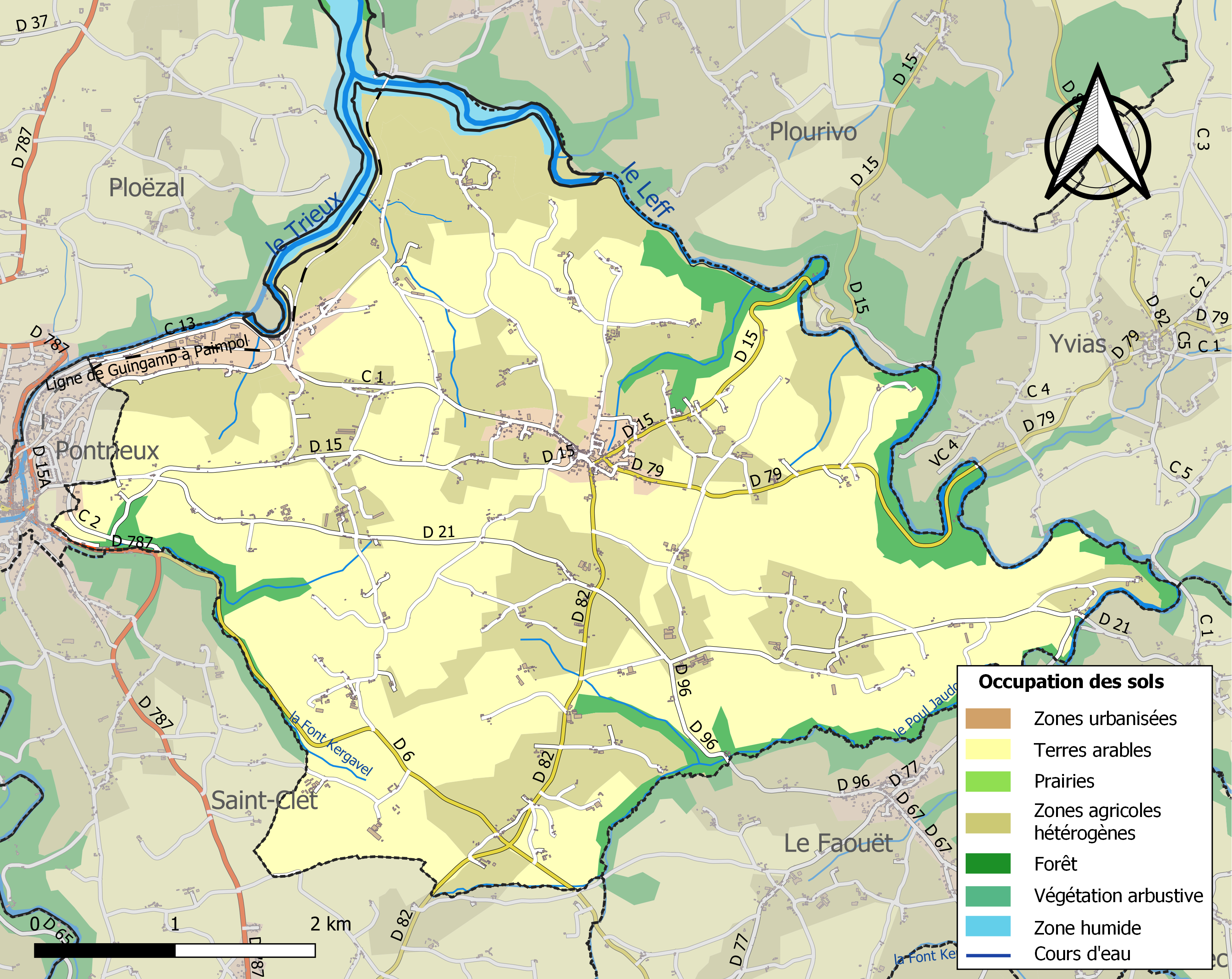
Carte des infrastructures et de l'occupation des sols de la commune en 2018 (CLC).

## Toponymie

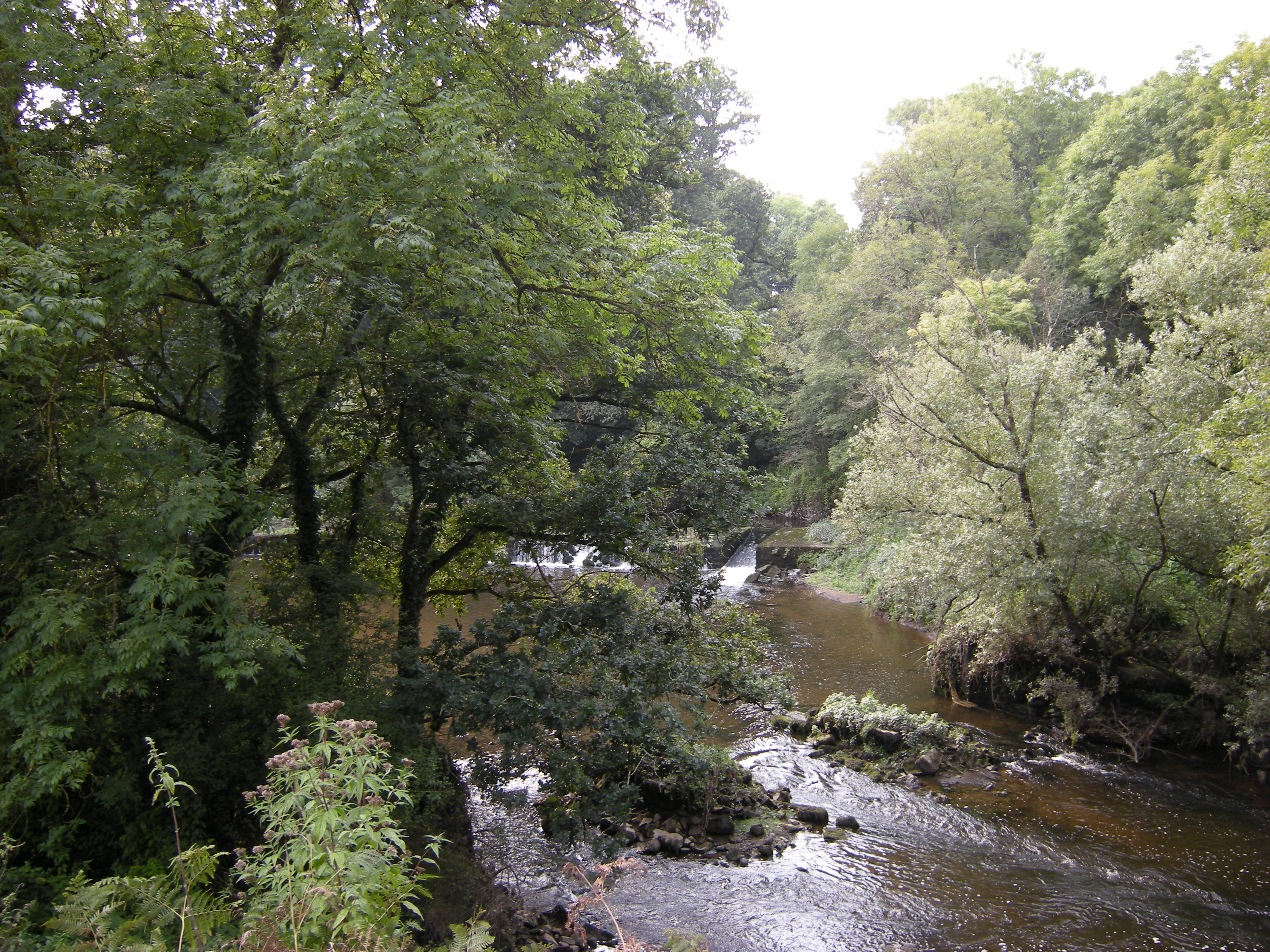
Le Leff, à Quemper-Guézennec

Le nom de la localité est attesté sous les formes Kemper en 1235, ecclesia de Kemper vers 1330, Quemper Guezenec à la fin du XIVe siècle, Quenpergueheneuc en 1405, Quemper Gueheneuc en 1426, Quemperguehennec en 1464
.
Du celtique ancien -ber (coule) et de kem (ensemble, avec), signifiant littéralement « couler ensemble » d'où le sens global de « confluent »  et doit son appellation au confluent du Leff et du Trieux.
L'étymologie  erronée de Guézennec est parfois comprise comme signigiant « planté d’arbres », mais il s'agit du nom d'un moine gallois, Guéthenoc ou Guéheneuc, saint fondateur de la paroisse primitive.
Kemper-Gwezhenneg en Breton.

## Histoire

### Moyen Âge
Sous l’ancien régime, Quemper-Guézennec était une paroisse appartenant à l’évêché de Tréguier.
Au XIVe siècle, le seigneur de Kergozou fait don de ses possessions à l'abbaye de Beauport. Dès 1405, il existe une châtellenie de Quemper Gueheneuc et Pontreu. Quemper Gueheneuc est cité comme paroisse en 1426. Devenue Quemper-Guézennec, elle a, sous l'Ancien Régime, pour succursales : Saint-Clet et Notre-Dame des Fontaines.

### LeXXesiècle

#### Les guerres du XXe siècle
Le monument aux Morts porte les noms des 89 soldats morts pour la Patrie :
- 75 sont morts durant la Première Guerre mondiale.
- 12 sont morts durant la Seconde Guerre mondiale.
- 2 sont morts dans des lieux indéterminés.

L'abbé Pierre-Marie Lec'hvien, recteur de Quemper-Guézennec, militant du Bleun-Brug, fut assassiné dans la nuit du 10 au 11 août 1944 par des résistants FTP de Guingamp.

## Politique et administration
| Période                                  | Période                   | Identité                 | Étiquette | Qualité                                                              |
| ---------------------------------------- | ------------------------- | ------------------------ | --------- | -------------------------------------------------------------------- |
| Les données manquantes sont à compléter. |                           |                          |           |                                                                      |
| ca. 1926                                 |                           | Jacques Le Bars          |           |                                                                      |
| ca. 1936                                 |                           | Fernand Le Faou          |           |                                                                      |
| 1947                                     | mars 1971                 | François Le Guilloux     | SFIO      |                                                                      |
| mars 1971                                | mars 1989                 | Yves Hervé               |           |                                                                      |
| mars 1989                                | mars 2001                 | Aimé Stéphan (1930-2017) | DVG       | Artisan menuisier, maire honoraire Vice-président de la CC du Trieux |
| mars 2001                                | En cours (au 25 mai 2020) | Gilbert Le Vaillant      | DVD       | Auteur financier retraité                                            |

## Démographie
L'évolution du nombre d'habitants est connue à travers les recensements de la population effectués dans la commune depuis 1793. Pour les communes de moins de 10 000 habitants, une enquête de recensement portant sur toute la population est réalisée tous les cinq ans, les populations de référence des années intermédiaires étant quant à elles estimées par interpolation ou extrapolation. Pour la commune, le premier recensement exhaustif entrant dans le cadre du nouveau dispositif a été réalisé en 2008.

En 2022, la commune comptait 1 089 habitants, en évolution de −2,16 % par rapport à 2016 (Côtes-d'Armor : +1,78 %, France hors Mayotte : +2,11 %).
| 1793  | 1800  | 1806  | 1821  | 1831  | 1836  | 1841  | 1846  | 1851  |
| ----- | ----- | ----- | ----- | ----- | ----- | ----- | ----- | ----- |
| 2 160 | 2 236 | 2 480 | 2 699 | 2 952 | 2 861 | 3 005 | 2 879 | 2 816 |

| 1856  | 1861  | 1866  | 1872  | 1876  | 1881  | 1886  | 1891  | 1896  |
| ----- | ----- | ----- | ----- | ----- | ----- | ----- | ----- | ----- |
| 2 752 | 2 775 | 2 760 | 2 550 | 2 472 | 2 452 | 2 328 | 2 239 | 2 219 |

| 1901  | 1906  | 1911  | 1921  | 1926  | 1931  | 1936  | 1946  | 1954  |
| ----- | ----- | ----- | ----- | ----- | ----- | ----- | ----- | ----- |
| 2 176 | 2 269 | 2 270 | 2 009 | 1 977 | 1 780 | 1 661 | 1 492 | 1 511 |

| 1962  | 1968  | 1975  | 1982  | 1990  | 1999  | 2006  | 2008  | 2013  |
| ----- | ----- | ----- | ----- | ----- | ----- | ----- | ----- | ----- |
| 1 368 | 1 235 | 1 180 | 1 103 | 1 029 | 1 018 | 1 054 | 1 065 | 1 134 |

| 2018  | 2022  | - | - | - | - | - | - | - |
| ----- | ----- | - | - | - | - | - | - | - |
| 1 075 | 1 089 | - | - | - | - | - | - | - |

## Culture locale et patrimoine

### Lieux et monuments
- Ancien château de Frinandour
- L'église Saint-Pierre' renferme des vitraux du XVe siècle
- La chapelle Saint-Maudez (fenestrage du XIVe siècle)
- Ancien presbytère du XVIIIe siècle
- Village de pêcheurs de Goas-Vilinic
- Étang  et vestiges du château de Kerlouët

### Personnalités liées à la commune
- Paul Fleuriot, chevalier de Langle (1744-1787), né à Quemper-Guézennec, au château de Kerlouët, capitaine des vaisseaux du roi, commandant L'Astrolabe. Il fut le second et l'ami de Lapérouse qu'il accompagna lors de son expédition autour du monde . Il trouva la mort, le 9 décembre 1787, à Samoa, (Océanie), près des îles Salomon[33]
- Armand Le Calvez, né à Quemper-Guézennec, prêtre, créateur de l'école bilingue catholique de Plouezec dans les années 1950, directeur de la revue pédagogique bilingue Skol, auteur de la méthode d'apprentissage du breton Herve ha Nora
- Pierre-Marie Lec'hvien, (1885-1944) est un prêtre et écrivain de langue bretonne, né à Ploubazlanec et décédé recteur de Quemper-Guézennec en 1944.
- Yoann Riou, journaliste sportif.